# Morpho leonte
Morpho leonte är en fjärilsart som beskrevs av Jacob Hübner. Morpho leonte ingår i släktet Morpho och familjen praktfjärilar. Inga underarter finns listade i Catalogue of Life.